# Madefor Film
Die Madefor Film GmbH (Eigenschreibweise MadeFor Film) ist eine deutsche Filmproduktionsfirma, die 2020 von Nanni Erben und Gunnar Juncken gegründet wurde.

## Geschichte
MadeFor Film wurde im Februar 2020 als 100-prozentige Tochtergesellschaft von Endemol Shine Germany gegründet. Im Juli 2020 folgte der Wechsel unter das Dach der Banijay-Gruppe. MadeFor produziert neben den Reihen Tatort Weimar und Tatort Dresden viele weitere Filme, Serien und Reihen für den deutschen sowie den internationalen Markt. Als fester Showrunner gehört Ralf Husmann zum Team der MadeFor Film.

## Produktionen (Auswahl)
- 2020: Tatort: Die Zeit ist gekommen
- 2020: Tatort: Parasomnia
- 2020: Frau Jordan stellt gleich Staffel 2
- 2020: Tatort: Der letzte Schrey
- 2020: Lehrerin auf Entzug
- 2021: Tatort: Der feine Geist
- 2021: Tatort: Rettung so nah
- 2021: Tatort: Unsichtbar
- 2021: Retter der Meere: Tödliche Strandung
- 2021: Mirella Schulze rettet die Welt
- 2021: Marie fängt Feuer (Folgen 11–14)
- 2021: Loving Her Staffel 1
- 2021: Frau Jordan stellt gleich Staffel 3
- 2022: Tatort: Das kalte Haus
- 2022: Then You Run
- 2022: Dianas letzte Nacht
- 2022: Marie fängt Feuer (Folgen 15–18)
- 2022: Tatort: Katz und Maus
- 2023: Tatort: Totes Herz
- 2023: Dünentod – Ein Nordsee-Krimi: Das Grab am Strand
- 2023: Dünentod – Ein Nordsee-Krimi: Tödliche Falle
- 2023: Tatort: Nichts als die Wahrheit
- 2024: Dünentod – Falsches Spiel
- 2025: Dünentod – Tödliche Geheimnisse